# M/S Stena Britannica
M/S Stena Britannica är en passagerar- och ro-ro-färja, som byggdes på varvet Wadan Yards i Wismar. Fartyget sjösattes 7 juni 2009 i Wismar och levererades till det svenska rederiet Stena Line 29 september 2010. Fartyget används på linjen Hoek van Holland–Harwich i Nordsjön. Hon seglar under brittisk flagg med London som hemmahamn.